# Amazone sasabé
Amazona collaria
Espèce
Statut de conservation UICN

 VU B1ab(i,ii,iii,v) : Vulnérable
Statut CITES
L’Amazone sasabé ou Amazone à bec jaune (Amazona collaria) se rencontre uniquement en Jamaïque, surtout dans les zones humides ; ses effectifs semblent décroître.

## Note
1. ↑  BirdLife International 2004. Amazona collaria. In: IUCN 2006. 2006 IUCN Red List of Threatened Species. <www.iucnredlist.org>. Downloaded on 14 April 2007. Cf IUCN